# Балтимор рејвенси
Балтимор рејвенси (енгл. Baltimore Ravens) су професионални тим америчког фудбала са седиштем у  Балтимору у Мериленду. Утакмице као домаћин играју на Ем енд Ти банк. Такмиче се у АФЦ-у у дивизији Север. Клуб је основан 1996. и до сада није мењао назив.
„Рејвенси“ су били двапут шампиони НФЛ-а и то 2000. и 2012. године. Маскота клуба је гавран „По“, назван по књижевнику Едгару Алану Поу, аутору песме „Гавран“ (енгл. Raven).